# 赫氏後燈籠魚
赫氏后灯笼鱼（学名：Metelectrona herwigi）为輻鰭魚綱燈籠魚目灯笼鱼科的其中一種。分布于太平洋的澳洲及紐西蘭海域，棲息深度98公尺，體長可達5.5公分。

## 扩展阅读
維基物種上的相關：赫氏后灯笼鱼